# کاپل-گرافنهاوزن
کاپل-گرافنهاوزن (به آلمانی: Kappel-Grafenhausen) یک شهر در آلمان است که در ارتناوکرایس واقع شده‌است. کاپل-گرافنهاوزن ۴٬۸۲۷ نفر جمعیت دارد.